# Ayub Daud
Ayub Daud (Mogadiscio, 24 de febrero de 1990) es un futbolista somalí. Juega de delantero y su equipo actual es el Chiasso de la Challenge League de Suiza.

## Trayectoria
Ayub Daud nació en 1990 en Mogadiscio y abandonó su ciudad natal cuando tenía cinco años, por motivos de la guerra civil que afrontaba su país. Se fue hasta Italia, precisamente en la ciudad de Cuneo. En esa ciudad empezó su carrera para ser futbolista.
En el 2009, logró algo muy importante: fue fichado por la Juventus. Con el equipo solo jugó un partido, entró en los minutos finales en el partido que su equipo ganó 4-1 al Bologna FC.
Meses después (julio), fue transferido al Crotone. Sin embargo, no tuvo muchas oportunidades de jugar y en enero de 2010 regresó a Juventus, quien lo cedió al Lumezzane. Luego, anduvo por otros equipos de esa misma liga como el Cosenza y el Gubbio, para finalmente, en noviembre de 2011 llegar al fútbol suizo, jugando para el Chiasso.
No ha jugado un partido internacional por su selección, pero es una de las nuevas futuras promesas para poder jugar con el equipo nacional.

## Clubes
| Club      | País   | Año       |
| --------- | ------ | --------- |
| Juventus  | Italia | 2009      |
| Crotone   | Italia | 2009-2010 |
| Lumezzane | Italia | 2010      |
| Cosenza   | Italia | 2010-2011 |
| Gubbio    | Italia | 2011      |
| Chiasso   | Suiza  | 2011-     |